# Schacky-Park
Het Schacky-Park is een park in de gemeente Dießen am Ammersee in de Duitse deelstaat Beieren. Het ligt ten zuidwesten van de Ammersee aan de weg van Dießen naar Raisting en heeft een oppervlakte van 18 hectare. Het park werd in de periode rond 1905-1913 aangelegd in opdracht van de koninklijke penningmeester Ludwig Freiherr von Schacky auf Schönfeld (1849-1913) en zijn vrouw Julia (1852-1910). Het park en de villa op het terrein dienden als zomerresidentie van het echtpaar. Freiherr von Schacky ontwierp het park naar Engels model met geplaveide paden, arcades en boomgroepen. Naast een monopteros bevat het complex een theehuis, een leitunnel met appelbomen, verschillende fonteinen, vazen met smeedijzeren lamphouders en een aantal beelden uit de Griekse mythologie.
Toen Freiherr von Schacky in 1913 overleed, kocht  Dr. Georg Heim (1865-1938) het terrein en verkocht in 1933 het park met de villa aan de Duitse orde 'Barmherzige Schwestern vom heiligen Vinzenz von Paul' in München. De Barmhartige Zusters gebruikten het land als hooiland en koeienweide tot ze in 2003 de kloostereconomie opgaven. Vanaf 2004 wordt het westelijke deel gepacht door de rijvereniging in Dießen. Het oostelijke deel (ongeveer 9 hectare), met de waardevolle restanten van het park die onder monumentenzorg vallen, wordt gepacht door de gemeente Dießen. Op 21 december 2005 werd de 'Förderkreis Schacky-Park Dießen am Ammersee e. V.' opgericht, die sindsdien zorgt voor de instandhouding en verzorging van dit deel van het park. De eerste voorzitter van de vereniging is sinds 2014 Christine Reichert. In 2017 financierde de particuliere stichting Deutsche Stiftung Denkmalschutz de restauratie van de vijverfontein op de promenade en de smeedijzeren omranding ervan, en in 2020 de restauratie van de monopteros.

## Afbeeldingen

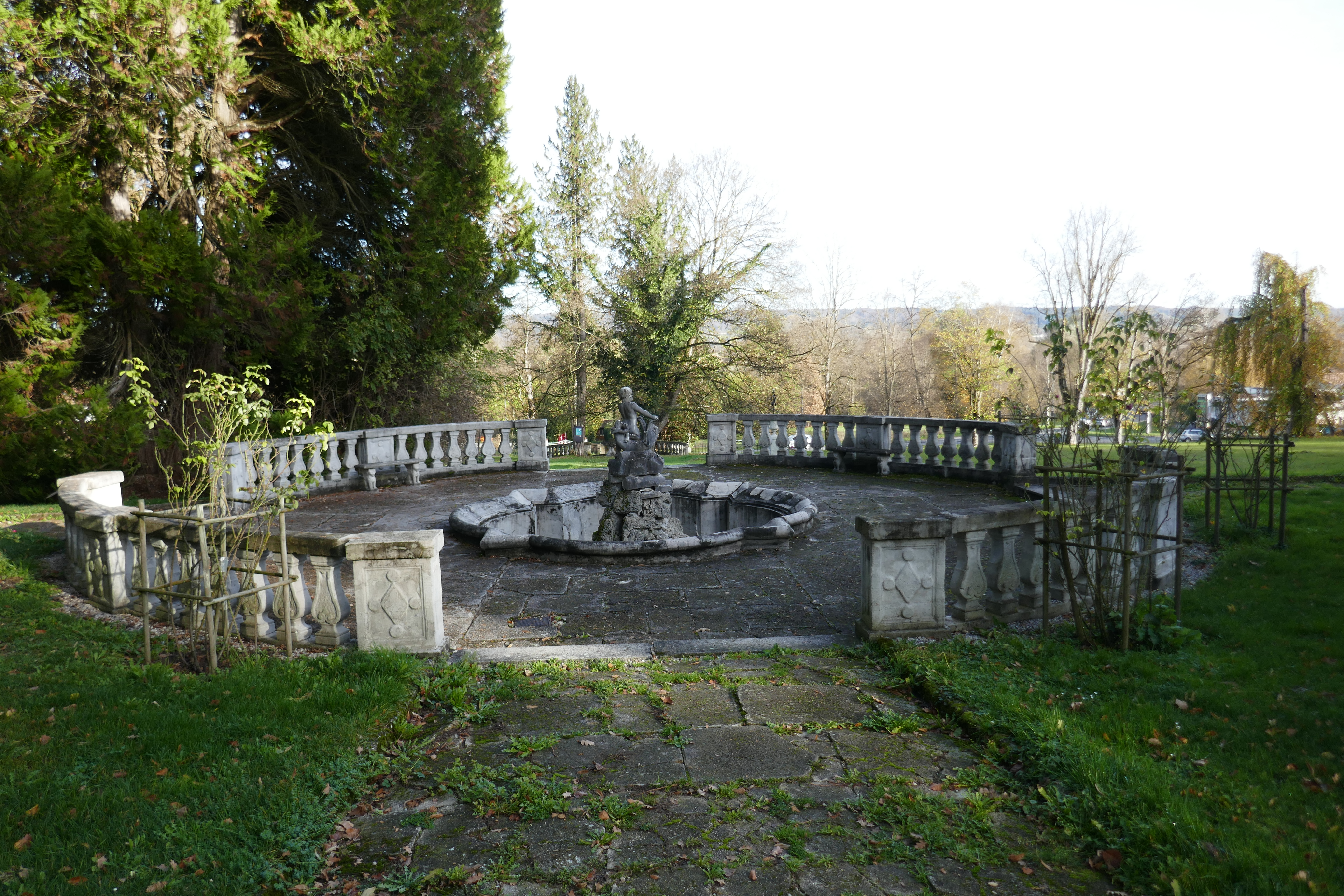
Dolfijnfontein
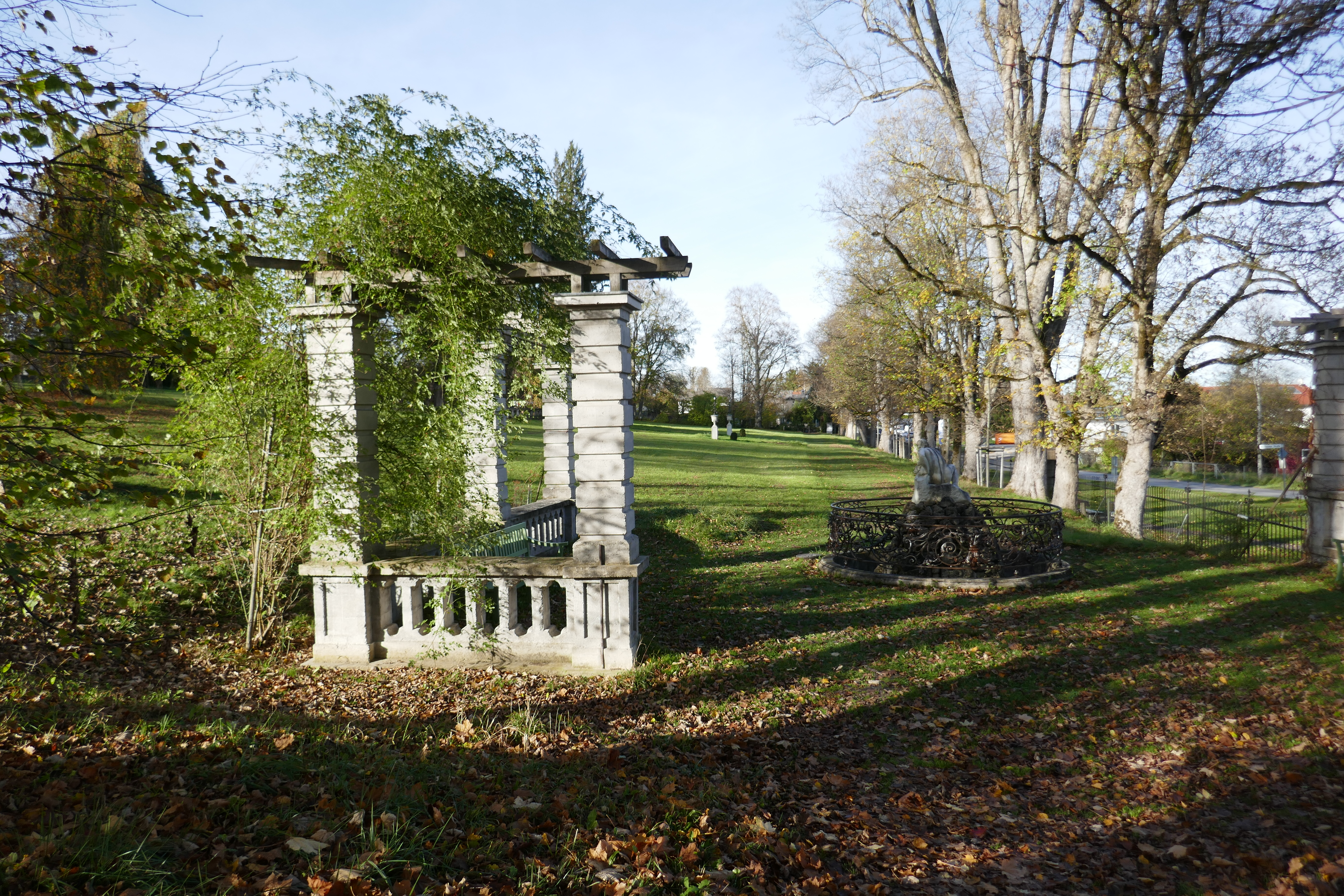
Fontein van de watergod
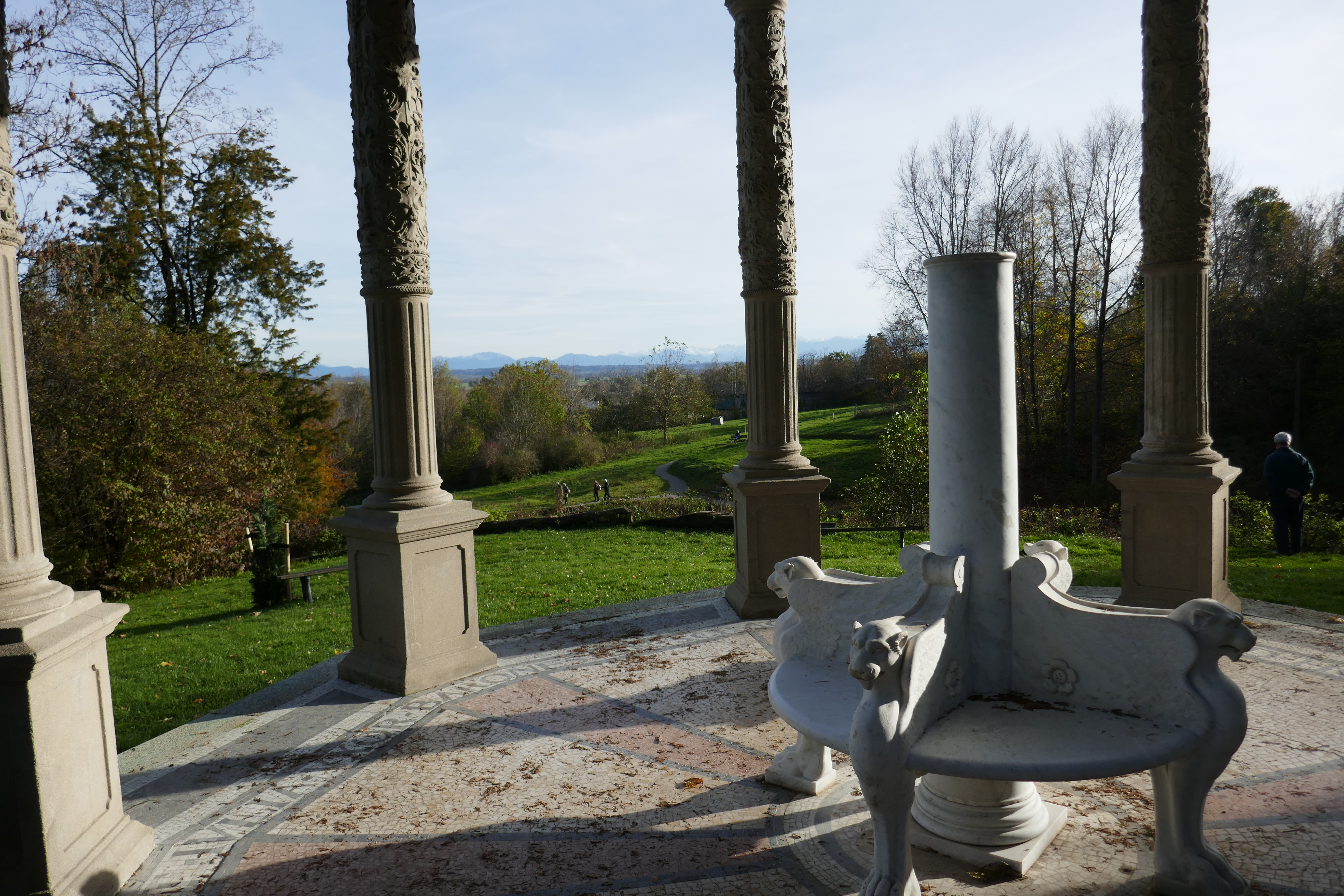
Blik vanuit de monopteros op de Alpen
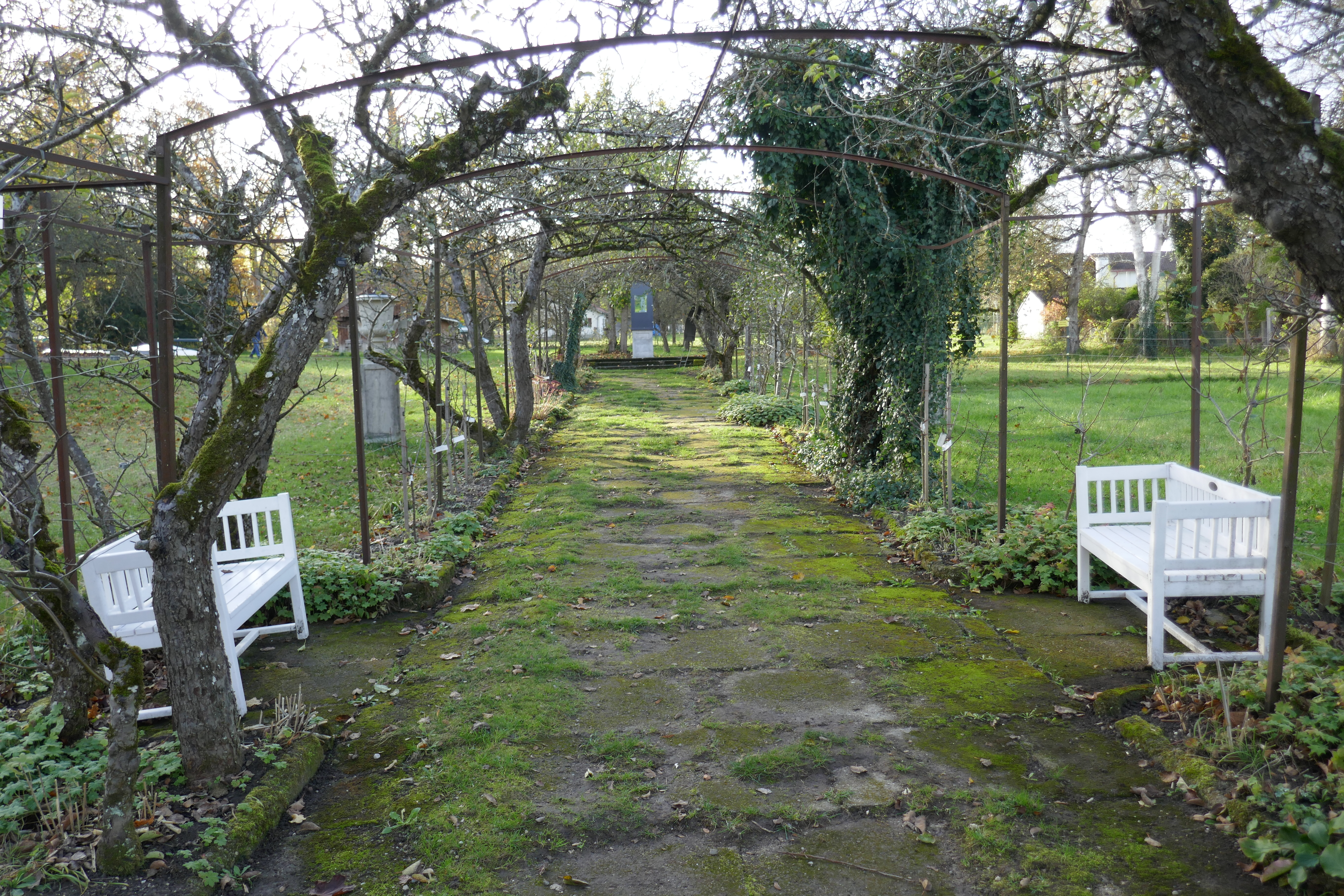
Leitunnel met appelbomen
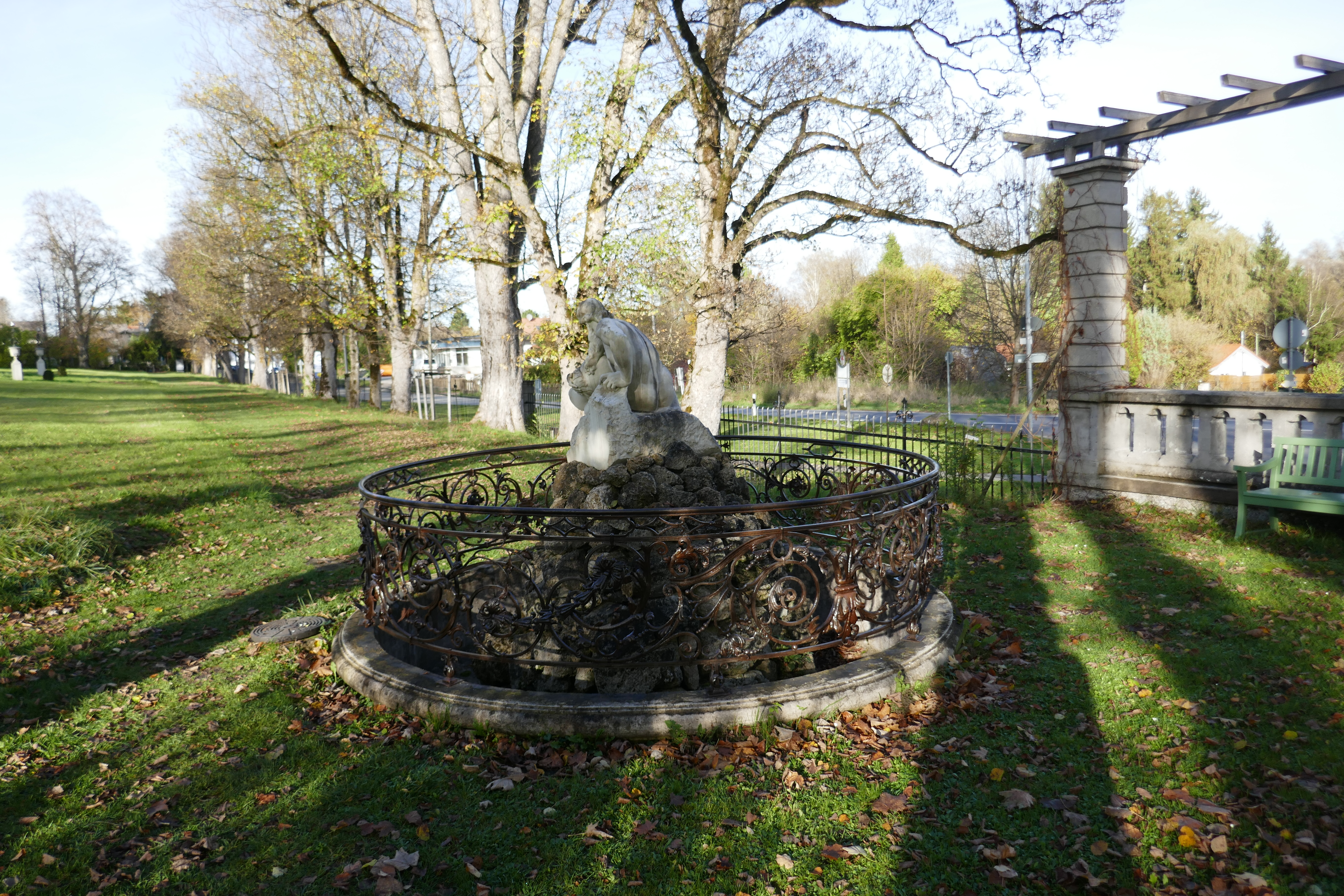
Vijverfontein met omranding